# 大阪府道109号余野車作線
大阪府道109号余野車作線（おおさかふどう109ごう よのくるまつくりせん）は、大阪府豊能郡豊能町から茨木市に至る一般府道である。

## 概要
豊能郡豊能町余野から茨木市大字車作に至る。
周囲に大阪府道4号茨木能勢線・大阪府道・京都府道43号豊中亀岡線・大阪府道110号余野茨木線といった、二輪車通行禁止区間の多い道路が存在するため、これらの規制適用日に当府道を利用する際は規制を回避してくる二輪車に注意を要する。

### 路線データ
- 起点：大阪府豊能郡豊能町余野（切畑口交差点、国道423号交点）
- 終点：大阪府茨木市大字車作（大阪府道1号茨木摂津線起点、大阪府道・京都府道46号茨木亀岡線交点）

## 歴史
- 1993年（平成5年）5月11日 - 建設省から、府道余野車作線の一部を茨木摂津線として主要地方道に指定される[1]。

## 路線状況

### 重複区間
- 大阪府道・京都府道43号豊中亀岡線（茨木市大字下音羽 - 茨木市大字忍頂寺・忍頂寺交差点）
- 大阪府道1号茨木摂津線（茨木市大字忍頂寺 - 茨木市大字車作（終点））

## 地理

### 通過する自治体
- 大阪府
  - 豊能郡豊能町 - 茨木市

### 交差する道路
| 交差する道路                                                        | 市町村名 | 市町村名 | 交差する場所 | 交差する場所        |
| ------------------------------------------------------------------- | -------- | -------- | ------------ | ------------------- |
| 国道423号                                                           | 豊能郡   | 豊能町   | 余野         | 切畑口交差点 / 起点 |
| 大阪府道・京都府道43号豊中亀岡線 重複区間起点                       | 茨木市   | 茨木市   | 大字下音羽   |                     |
| 大阪府道・京都府道43号豊中亀岡線 重複区間終点                       | 茨木市   | 茨木市   | 大字忍頂寺   | 忍頂寺交差点        |
| 大阪府道1号茨木摂津線 重複区間起点 大阪府道114号忍頂寺福井線        | 茨木市   | 茨木市   | 大字忍頂寺   |                     |
| 大阪府道1号茨木摂津線 重複区間終点 大阪府道・京都府道46号茨木亀岡線 | 茨木市   | 茨木市   | 大字車作     | 終点                |

### 沿線
- 大阪府立城山高等学校
- 茨木市立忍頂寺小学校